# Acteoninoidea
Acteoninoidea is een uitgestorven superfamilie van weekdieren uit de klasse van de Gastropoda (slakken).

## Taxonomie
De volgende taxa zijn in de superfamilie ingedeeld:
- Familie  † Acteoninidae Cossmann,, 1895
  - Onderfamilie  † Acteonininae Cossmann, 1895
  - Onderfamilie  † Meekospirinae Knight, 1956